# Feng Kai
Feng Kai (chiń. 冯凯; ur. 29 sierpnia 1978 w Changchunie) – chiński łyżwiarz szybki specjalizujący się w short tracku, dwukrotny medalista igrzysk olimpijskich, multimedalista mistrzostw świata.
Dwukrotnie uczestniczył w zimowych igrzyskach olimpijskich. Podczas igrzysk w Nagano wziął udział w trzech konkurencjach. Zdobył wówczas brązowy medal olimpijski w biegu sztafetowym (wraz z nim w sztafecie wystąpili An Yulong, Li Jiajun i Yuan Ye), był 14. w biegu na 500 m i 18. w biegu na 1000 m. Podczas kolejnych zimowych igrzysk, w 2002 roku w Salt Lake City, ponownie wywalczył brązowy medal w biegu sztafetowym (wraz z nim w sztafecie zaprezentowali się Li Jiajun, Guo Wei, An Yulong i Li Ye), w pozostałych biegach był czwarty na dystansie 500 m i dziesiąty na 1000 m. 
Zdobył sześć medali mistrzostw świata (trzy złote i trzy brązowe), dwa medale drużynowych mistrzostw świata (złoty i srebrny) oraz cztery medale zimowych igrzysk azjatyckich (dwa złote i dwa srebrne).